# John Lindskog
John Brusgaard Lindskog (født 30. november 1945 i København, død 27. juni 2017) var en dansk journalist og forfatter.
Han blev uddannet journalist fra Thisteds Amts Tidende og Sjællands Tidende 1963-1966 og fra Danmarks Journalisthøjskole i 1970. Fra 1970 til 1999 var han ansat ved SE og HØR og desuden i kortere perioder ved Ekstra Bladet og Information. Fra 2000 arbejdede han freelance for bl.a. dk4, ligesom han har skrevet flere bøger, særligt om Kongehuset.